# رضا قدسی
رضا گودسی استاد در بخش مهندسی برق و کامپیوتر و مؤسسه تحقیقات سیستم‌ها (ISR) در دانشگاه مریلند، کالج پارک است، جایی که او آزمایشگاه حسگرها و فعالان MEMS را هدایت می‌کند و استاد برجسته مهندسی هربرت رابین را در اختیار دارد. همچنین مدیر اجرایی افتتاحیه تحقیق و نوآوری برای مدرسه مهندسی A. James Clark در سیستم دانشگاه مریلند در جنوبی مریلند (USMSM) است. او به خاطر کار خود در طراحی دستگاه‌های کوچک و نانو برای برنامه‌های بهداشتی، به ویژه برای سیستم‌هایی که نیاز به تبدیل انرژی در مقیاس کوچک و حسابی بیولوژیکی و شیمیایی دارند، شناخته شده‌است.
قدسی مدرک لیسانس (۱۹۹۰)، فوق لیسانس (۱۹۹۲) و دکترا (۱۹۹۶) را در رشته مهندسی برق از دانشگاه ویسکانسین مدیسون دریافت کرد.